# 1 Vulpeculae
1 Vulpeculae (1 Vul) es una estrella situada en la constelación de Vulpecula.
Es, con magnitud aparente +4,76, la sexta estrella más brillante en la constelación.
Se encuentra, de acuerdo a la nueva reducción de los datos de paralaje de Hipparcos, a 811 años luz del sistema solar.
1 Vulpeculae es una subgigante azul de tipo espectral B4IV con una temperatura superficial de 16.787 ± 287 K. 
Su luminosidad es 3376 veces superior a la del Sol.
Tiene un diámetro unas 4,7 veces más grande que el diámetro solar y gira sobre sí misma con una velocidad de rotación proyectada de 80 km/s.
Presenta una metalicidad igual a la solar ([Fe/H] = 0,00).
Su masa está comprendida entre 6,3 y 6,9 masas solares y tiene una edad aproximada de 50 millones de años.
1 Vulpeculae constituye un sistema estelar triple.
En primer lugar, es una binaria espectroscópica con un período orbital de 249 días. 
Se estima que la masa de esta compañera estelar es un 12 % mayor que la del Sol.
La excentricidad de la órbita es acusada (ε = 0,63).
Por otra parte, una tercera estrella de 0,8 masas solares emplea más de 400 000 años en completar una órbita alrededor de la binaria espectroscópica.